# Тапетум (ботаника)
Тапетум у ботаници се односи на слој ћелија које заостају испод фиброзног слоја током онтогенезе прашника, уз поленове кесе. Он окружује археспоријалне ћелије.

## Карактеристике
Ћелије тапетума садрже густу цитоплазму и једно или већи број једара. Наиме, код неких биљака, у ћелијама тапетума остаје по једно крупно једро, док се код других дели, са тим да није дошло и до деобе ћелија.

## Улога и типови
Тапетум опстаје све док полен не сазри, а има улогу у прехрани спорогеног ткива и ћелија које ће дати полен. Код различитих врста биљака се улога тапетума испољава различито, па је тако направљена и подела на секреторни и амебоидни тапетум. Овај први тип излучује хранљиве супстанце, али се његова ћелијска структура не нарушава. Такав је случај код врста из породица Campanulaceae и Solanaceae и најчешћи је код скривеносеменица. Код другог типа се дејством ензима потпуно или делимично разлаже ћелијски зид ћелија и садржај се излива, те се формира периплазмодијум.